# 토노 소요기
토노 소요기(遠野 そよぎ, 10월 2일 ~ )는 일본의 성우이다. 주로 성인 게임에서 활동하는 성우이다.
주로 성인 게임에 출연할 때 이 이름을 사용하며 애니메이션 등에서는 오카지마 다에를 사용한다.

## 출연작

### 게임
2010년
- 크로스데이즈(가쓰라 고토노하)

2009년
- 새벽녘보다 유리색인 ~Moonlight Cradle~ (신시아 마르그리트)

2008년
- D.C.P.K. 다카포카(유키무라 안즈)
- Garden(히이라기 아야카)

2007년
- D.C.II Spring Celebration 다카포 II 스프링 셀레브레이션(유키무라 안즈)
- 도화월탄(가와카베 모모카)
- Aster(야마부키 미유키)
- 페어 차일드(아리스가와 유우히)

2006년
- D.C. 다카포 II(유키무라 안즈)
- 섬머데이즈(가쓰라 고토노하)
- 풀애니(사카키 린코, 프린세스)

2005년
- 스쿨데이즈(가쓰라 고토노하)